# Aleksej Navaljni
Aleksej Anatoljevič Navaljni (rus. Алексей Анатольевич Навальный; Butinj, 4. lipnja 1976. – Harp, 16. veljače 2024.) bio je ruski političar, odvjetnik i antikorupcijski aktivist, ukrajinskog podrijetla (selo Nove Zalissja, Kijevska oblast).
Do međunarodne važnosti došao je organiziranjem prosvjeda, kandidiranjem za predsjednika Rusije i zagovaranje reformi protiv korupcije u Rusiji, borbom protiv Vladimira Putina i njegove Vlade. Navaljnog je The Wall Street Journal opisao kao „čovjeka koga se Vladimir Putin najviše plaši". Putin je izbjegavao nazivati Navaljnog po imenu. Navaljni je bio član Ruskog oporbenog koordinacijskog savjeta te vođa političke stranke "Rusija budućnosti" kao i osnivač Fondacije za borbu protiv korupcije (FBK).
Navaljni je imao preko nekoliko milijuna pretplatnika na YouTubeu i Twitteru. Putem tih svojih društvenih mreža objavljivao je materijale koji su vezani za korupciju u Rusiji, organizirao političke prosvjede i promicao svoje kampanje. 2011. godine je u radio intervjuu opisao rusku vladajuću stranku „Jedinstvenu Rusiju” kao „stranku prevaranata i lopova", što je kasnije postalo popularan epitet. Navaljni i FBK objavili su razne istrage u kojima se detaljno navodi navodna korupcija visokih ruskih uglednika. U ožujku 2017. godine objavili su dokumentarni film "On ti nije Dimon", optužujući Dmitrija Medvedeva, tadašnjeg premijera i bivšeg predsjednika Rusije za korupciju, što je dovelo do masovnih protesta širom zemlje. U siječnju 2021. godine, nakon uhićenja Navaljnog i objavljivanja dokumentarnog filma "Putinova palača" koji je optužio Putina za korupciju, održani su masovni protesti širom zemlje.
Ruske vlasti su ga nekoliko puta uhitile, a u dva slučaja dobio je dvije uvjetne kazne za pronevjeru, jednu u srpnju 2013. godine a drugu u prosincu 2014. godine Za oba slučaja smatrao je kako su politički motivirani i da je to bila namjera da mu se zabrani kandidiranje na budućim izborima. Europski sud za ljudska prava je presudio, da su slučajevi kršili Navaljnijevo pravo na pravedno suđenje, ali nikada nisu bili poništeni. Navaljni je šest puta ukupno pobijedio na žalbama Europskog suda za ljudska prava protiv ruskih vlasti.
Godine 2013. kandidirao se na izborima za gradonačelnika Moskve, gdje je završio na drugom mjestu s 27% glasova, izgubivši od aktualnog gradonačelnika Sergeja Sobjanjina, kojega je imenovao Putin 2016. godine, Navaljni je pokušao kandidirati se za predsjednika Rusije tijekom izbora 2018. godine, ali mu je to zabranila Središnje izborno povjerenstvo Rusije, te kasnije i Vrhovni sud Rusije zbog krivične presude.
U kolovozu 2020. godine, Navaljni je bio hospitaliziran, zbog teškog stanja nakon što je bio otrovan novičokom, smrtonosnim živčanim otrovom. Medicinski je bio brzo evakuiran u Berlin, a mjesec dana kasnije nakon što se oporavio, bio je pušten. Navaljni je optužio Putina da je odgovoran za njegovo trovanje i istraga je u njegovo trovanje umiješala agente Federalne službe sigurnosti (FSB). Europska unija i Ujedinjeno Kraljevstvo odgovorile su tako što su uveli sankcije pojedinim ruskim dužnosnicima. Dana, 17. siječnja 2021. godine vratio se u Rusiju, gdje su ga odmah zadržali pod optužbom za kršenje uvjetne kazne. Njegova uvjetna osuda je 2. veljače zamijenjena zatvorskom, što znači da je bilo u planu da provede dvije i po godine u kaznionici. Preminuo je iz nepoznatih razloga 16. veljače 2024. za vrijeme služenja kazne.